# Station Jastrzębie-Zdrój Zofiówka
Station Jastrzębie Zdrój Zofiówka was een stationsgebouw aan de voormalige spoorlijn 170 in de Poolse plaats Jastrzębie-Zdrój.